# Göteborgs Badmintonklubb
Göteborgs Badmintonklubb (GBK) är Sveriges äldsta badmintonklubb, bildad 1933. Hemmahallen är Fjäderborgen som sedan 2001 ägs av GBK. Klubben har vunnit SM-trofén flera gånger.

### Fotnoter
1. ↑  ”Historik, mål och vision”. Göteborgs Badmintoneklubb. https://goteborgsbk.com/klubben/historik-mal-och-vision/. Läst 4 november 2023.
2. ↑  ”BMK Aura”. Arkiverad från originalet den 25 maj 2012. https://archive.is/20120525193958/http://www6.idrottonline.se/BMKAura-Badminton/Foreningen/Svenska-Mastare/Lag-SM/. Läst 12 september 2011.